# Liste der Geotope in Landshut
Diese Liste enthält die Geotope der Niederbayerischen Stadt Landshut in Bayern.
Die Liste enthält die amtlichen Bezeichnungen für Namen und Nummern des Bayerischen Landesamt für Umwelt (LfU) sowie deren geographische Lage. Diese Liste ist möglicherweise unvollständig. Im Geotopkataster Bayern sind etwa 3.400 Geotope (Stand März 2020) erfasst. Das LfU sieht einige Geotope nicht für die Veröffentlichung im Internet geeignet. Einige Objekte sind zum Beispiel nicht gefahrlos zugänglich oder dürfen aus anderen Gründen nur eingeschränkt betreten werden.
| Name                                            | Bild           | Geotop ID | Gemeinde / Lage   | Geologische Raumeinheit | Beschreibung | Fläche m² / Ausdehnung m | Geologie                                                 | Aufschlussart       | Wert      | Schutzstatus                          | Bemerkung |
| ----------------------------------------------- | -------------- | --------- | ----------------- | ----------------------- | --- | ------------------------ | -------------------------------------------------------- | ------------------- | --------- | ------------------------------------- | --------- |
| Wachsender Stein E von Schönbrunn               | weitere Bilder | 261R001   | Landshut Position | Paar-Isar-Region        | An einem Mergelhorizont innerhalb der Nördlichen Vollschotter tritt hier Wasser zu Tage. An dieser kleinen Schichtquelle hat sich eine kurze, aber schöne sogenannte Steinerne Rinne ausgebildet, d. h., das Wasser fließt in einer Rinne aus Kalktuff. Sowohl anorganische, als auch organische Prozesse spielen bei der Ausfällung des im Wasser gelösten Kalks eine Rolle. Beim Aufbau der Rinne sind Quellmoose und verschiedene Algen und Mikroorganismen beteiligt.                                  | 2 7 × 0                  | Typ: Steinerne Rinne, Schichtquelle Art: Kalktuff        | kein Aufschluss     | bedeutend | Naturdenkmal, Landschaftsschutzgebiet |           |
| Nagelfluhwand am Teufelssteg bei Landshut       |                | 261R002   | Landshut Position | Paar-Isar-Region        | An der Isarleite in Landshut stehen die Nördlichen Vollschotter an (Obere Süßwassermolasse). Das sind Ablagerungen von miozänen Flusssystemen. Durch talrandnahe Kalkfällung sind die kalkhaltigen Schotter zu Nagelfluhwänden zementiert. Sie wittern durch ihre größere Standfestigkeit als Steilstufen am Hang heraus. | 150 30 × 5               | Typ: Felswand/-hang Art: Konglomerat                     | Hanganriss/Felswand | bedeutend | Biosphärenreservat                    |           |
| Schweinbachtal W von Schweinbach                | weitere Bilder | 261R003   | Landshut Position | Isar-Inn-Hügelland      | Das Schweinbachtal ist ein typisches asymmetrisches Tal mit einer Geländeform, wie sie im Tertiärhügelland vor allem an Nord-Süd gerichteten Taleinschnitten häufig auftritt. Bedingt durch die periglaziale Überprägung ist der Talquerschnitt deutlich asymmetrisch mit flachen nach Nordost exponierten Hängen und steilen nach Südwest geneigten Talflanken. Im unteren Talabschnitt ist die ursprüngliche Morphologie durch anthropogene Beeinflussung (Bebauung, Wasser- und Wegebau) verändert.     | 200000 1000 × 200        | Typ: Asymmetrisches Tal Art: Schotter                    | kein Aufschluss     | bedeutend | Landschaftsschutzgebiet               |           |
| Salzdorfer Tal NE von Kumhausen                 |                | 261R004   | Landshut Position | Isar-Inn-Hügelland      | Asymmetrisches Tal mit Schichtquellen entlang des Bentonithorizontes bei 470 m NN. Die Verlegung des Bachlaufes im 19. Jahrhundert bewirkte in kurzer Zeit eine deutliche Veränderung der Talgestalt. | 100000 1000 × 100        | Typ: Asymmetrisches Tal, Schichtquelle Art: Schotter     | kein Aufschluss     | bedeutend | kein Schutzgebiet                     |           |
| Südlicher Isartalhang (Carossahöhe) in Landshut |                | 261R005   | Landshut Position | Paar-Isar-Region        | Am südlichen Erosionssteilhang der Isar im Stadtgebiet Landshut finden sich keine Reste kaltzeitlicher Terrassen. Der Hang ist weitgehend in Nördlichen Vollschottern der Oberen Süßwassermolasse angelegt. Die Schotter sind teilweise zu Konglomerat verbacken und begünstigen die Steilhangbildung (261R003). An Mergellagen treten Schichtquellen aus. Seitentäler zerschneiden als Kerbtäler den Hang (z. B. Bernlocher Schluchtweg), Aufschlüsse z. B. am Ostrand der Stadt (Äuß. Münchner Str. 99). | 500000 5000 × 100        | Typ: Prallhang, Schichtquelle, Härtling Art: Konglomerat | Hanganriss/Felswand | wertvoll  | Landschaftsschutzgebiet, FFH-Gebiet   |           |